# Multivariate Gammafunktion
Die Multivariate Gammafunktion ist die Verallgemeinerung der Gammafunktion. Sie findet Anwendung in der Theorie der Zufallsmatrizen und der multivariaten Statistik, da sie unter anderem in der Wishart-Verteilung und der matrixvariaten Beta-Verteilung auftaucht. Sie wird als {\displaystyle \Gamma _{p}} notiert.

## Definition
Sei {\displaystyle {\mathcal {S}}_{p}} der Raum der symmetrischen, positiv definiten reellen {\displaystyle p\times p}-Matrizen. Die multivariate Gammafunktion ist definiert als die Funktion
{\displaystyle \Gamma _{p}(a)=\int _{{\mathcal {S}}_{p}}\exp \left(\operatorname {tr} (-A)\right)\det(A)^{a-{\frac {1}{2}}(p+1)}\mathrm {d} A}
für {\displaystyle \Re (a)>{\frac {1}{2}}(p-1)}; hierin ist bezüglich aller nichtunteren Dreieckseinträge (d. h. oberer Dreieckseinträge samt Hauptdiagonaleinträgen) des Argumentes {\displaystyle A} zu integrieren, da {\displaystyle {\mathcal {S}}_{p}\cong \mathbb {R} ^{\frac {p(p+1)}{2}}}.

## Eigenschaften
Für Berechnungen eignet sich folgender Satz:
- Sei {\displaystyle \Re (a)>{\frac {1}{2}}(p-1)}, dann gilt

{\displaystyle \Gamma _{p}(a)=\pi ^{{\frac {1}{4}}p(p-1)}\prod \limits _{i=1}^{p}\Gamma \left(a-{\frac {1}{2}}(i-1)\right)}
Beweis-Idee: Teile {\displaystyle A=TT^{\mathsf {T}}}, wobei {\displaystyle T} eine untere Dreiecksmatrix ist. Nutze den Transformationssatz mit der Funktionaldeterminante 
{\displaystyle J_{A\to T}:(t_{i,j})_{i,j=1}^{p}\mapsto 2^{p}\prod _{i=1}^{p}t_{i,i}^{p+1-i}}.
- Rekursion:

{\displaystyle {\begin{aligned}\Gamma _{p}(a)&=\pi ^{{\tfrac {1}{2}}(p-1)}\Gamma (a)\Gamma _{p-1}(a-{\tfrac {1}{2}})\\&=\pi ^{{\tfrac {1}{2}}(p-1)}\Gamma _{p-1}(a)\Gamma (a+{\tfrac {1}{2}}(p-1))\end{aligned}}}
Somit:
{\displaystyle \Gamma _{1}(a)=\Gamma (a)}
{\displaystyle \Gamma _{2}(a)=\pi ^{\tfrac {1}{2}}\Gamma (a)\Gamma (a-{\tfrac {1}{2}})}
{\displaystyle \Gamma _{3}(a)=\pi ^{\tfrac {3}{2}}\Gamma (a)\Gamma (a-{\tfrac {1}{2}})\Gamma (a-1)}

## Verallgemeinerungen
Die verallgemeinerte multivariate Gammafunktion ist definiert als
{\displaystyle \Gamma _{p}(a_{1},\dots ,a_{p})=\int _{{\mathcal {S}}_{p}}{\frac {\exp \left(\operatorname {tr} (-A)\right)\det(A)^{a_{p}-{\frac {1}{2}}(p+1)}}{\prod \limits _{\alpha =1}^{p-1}\det(A^{[\alpha ]})^{m_{\alpha +1}}}}\mathrm {d} A}
mit {\displaystyle a_{j}=m_{1}+\cdots +m_{j}} und {\displaystyle \Re (a_{j})>{\frac {1}{2}}(j-1),\ j=1,\dots ,p}.

## Ableitungen
Die multivariate Digamma-Funktion:
{\displaystyle \psi _{p}(a)={\frac {\partial \log \Gamma _{p}(a)}{\partial a}}=\sum _{i=1}^{p}\psi (a+{\tfrac {1}{2}}(1-i))}
und die Verallgemeinerung als multivariate Polygammafunktion:
{\displaystyle \psi _{p}^{(n)}(a)={\frac {\partial ^{n}\log \Gamma _{p}(a)}{\partial a^{n}}}=\sum _{i=1}^{p}\psi ^{(n)}(a+{\tfrac {1}{2}}(1-i))}